# محاسبات ممیز شناور

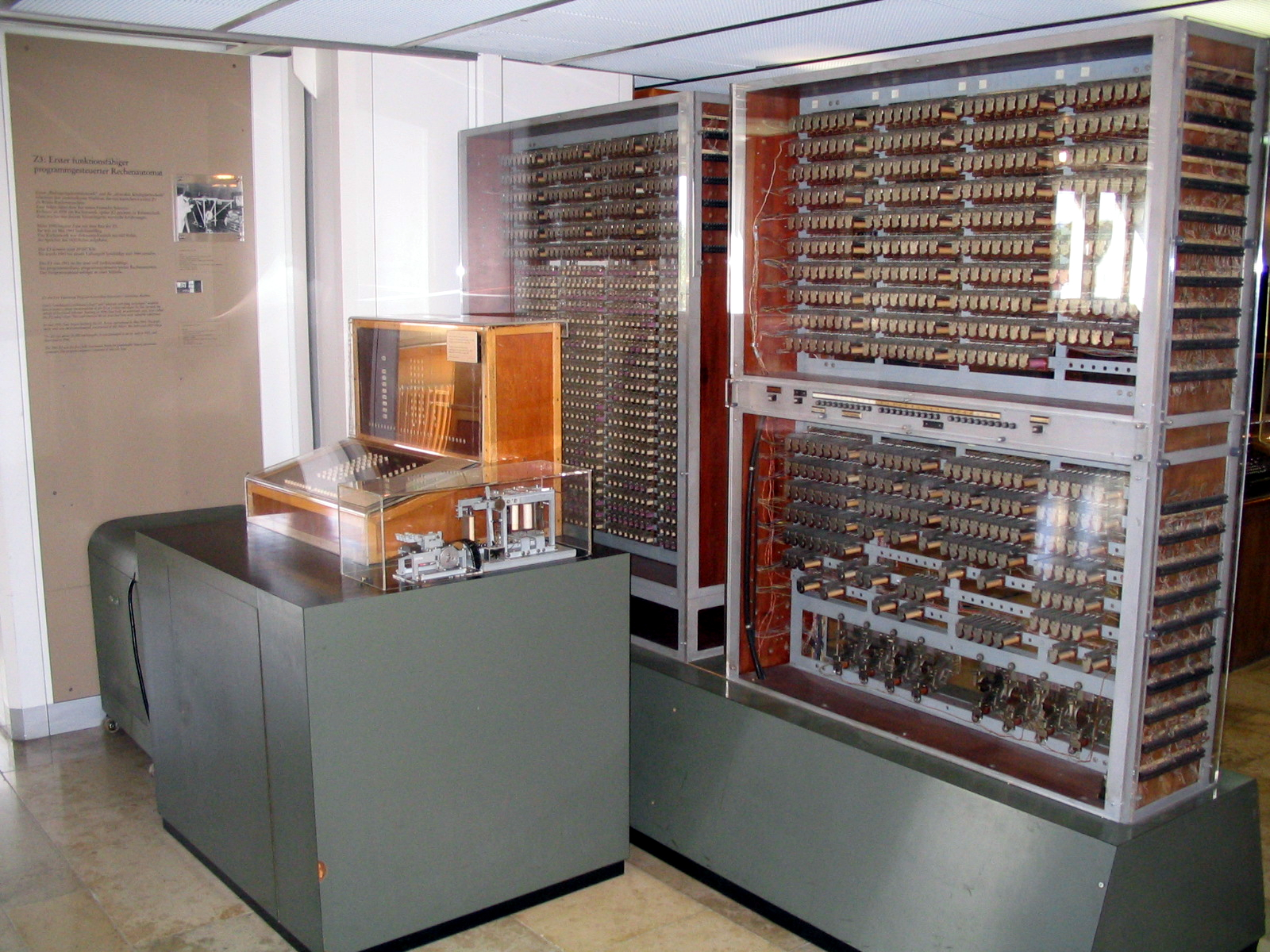
یک کامپیوتر اولیه قابل برنامه ریزی الکترومکانیکی ، Z3 ، شامل محاسبه نقطه شناور (نمونه هایی است که در موزه آلمان در مونیخ نمایش داده می شود).

در محاسبات ، محاسبه نقطه شناور ( FP ) با استفاده از نمایش فرمولی اعداد حقیقی به عنوان یک تقریب برای پشتیبانی از یک جا به جایی بین دامنه و دقت حساب است. به همین دلیل ، محاسبه نقطه شناور اغلب در سیستم هایی یافت می شود که شامل اعداد حقیقی بسیار کوچک و بسیار بزرگی هستند که به زمان پردازش سریع نیاز دارند. به طور کلی یک عدد تقریباً با تعداد ثابت ارقام معنادار نشان داده می شود (نشانگر) و با استفاده از توان در یک پایه مشخص مقیاس گذاری میشود. پایه مقیاس گذاری معمولاً دو ، ده یا شانزده است. عددی که بتواند دقیقاً نشان داده شود به شکل زیر است:
جایی که رقم معنادار یک عدد صحیح است ، پایه یک عدد صحیح بزرگتر یا مساوی دو است، و توان نیز یک عدد صحیح است. مثلاً:
{\displaystyle 1.2345=\underbrace {12345} _{\text{significand}}\times \underbrace {10} _{\text{base}}\!\!\!\!\!\!^{\overbrace {-4} ^{\text{exponent}}}.}
اصطلاح نقطه شناور به این حقیقت اشاره دارد که نقطه رادیکس یک عدد ( نقطه اعشاری ، یا به طور معمول تر در رایانه، نقطه دودویی ) می تواند "شناور" باشد. یعنی می توان آن را در هر جایی نسبت به ارقام معنادار عدد قرار داد. این موقعیت به عنوان مولفه نمایشگر نشان داده می شود در نتیجه نمایش نقطه شناور را نوعی نمادگذاری علمی میتوان دانست .
از یک سیستم نقطه شناور می توان برای نشان دادن تعداد مشخصی رقم، از اعداد استفاده کرد : به عنوان مثال فاصله بین کهکشان ها یا قطر هسته اتمی را می توان با واحد اندازه گیری مشابه بیان کرد. نتیجه این محدوده دینامیکی این است که اعدادی که می توانند نمایش داده شوند فواصل یکنواختی ندارند. تفاوت بین دو عدد قابل نمایش متوالی با مقیاس انتخاب شده متفاوت میشود. 

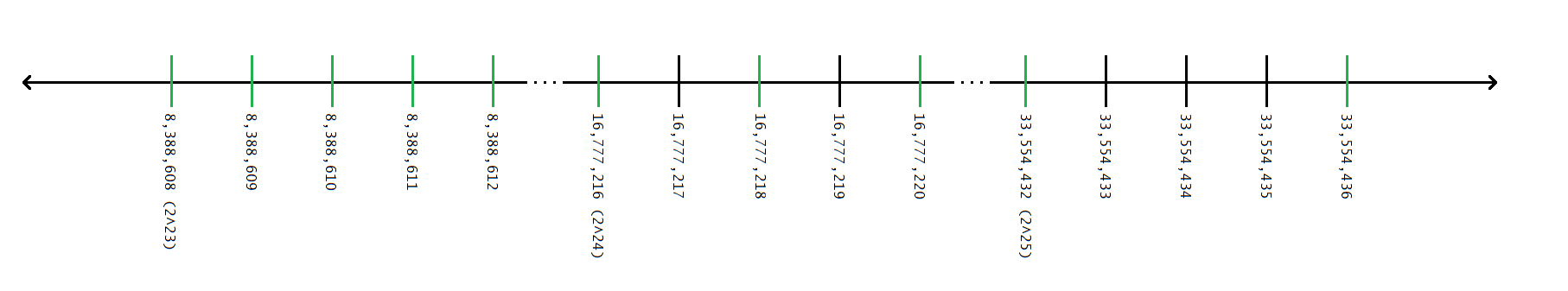
اعداد ممیز شناور روی خط عددی.خط های سبز مقادیر قابل نمایش را نشان میدهند.

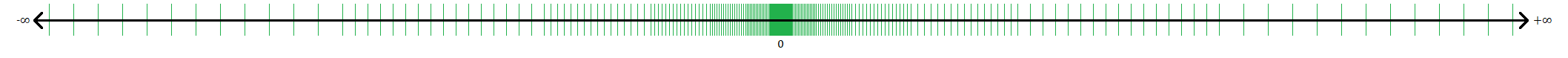
نسخه بالا مقادیر قابل نمایش با هردو علامت را نشان میدهد.

در طول سالها ، انواع مختلفی از نمایش ممیز شناور در رایانه استفاده شده است. در سال 1985 ، استاندارد IEEE 754 برای محاسبات ممیز شناور ثبت شد، و از دهه 1990 ، رایج ترین نمایش ها آن هایی هستند که توسط IEEE تعریف شده اند.
سرعت عملیات های نقطه شناور ، که معمولاً بر حسب FLOPS اندازه گیری می شود، از ویژگیهای مهم یک سیستم رایانه ای است ، خصوصاً برای نرم‌افزارهایی که شامل محاسبات ریاضی پیچیده هستند.
یک واحد ممیز شناور (FPU ، به طور عامیانه یک پردازنده محاسبات ریاضی) بخشی از یک سیستم رایانه ای است که مخصوصاً برای انجام عملیات روی اعداد نقطه شناور طراحی شده است.

## بررسی اجمالی

### اعداد ممیز شناور
نمایش عددی به نوعی رمزگذاری یک عدد را مشخص می کند، که معمولاً به صورت یک رشته رقم است.
مکانیزم های مختلفی وجود دارد تا رشته های رقم بتوانند اعداد را نشان دهند. در نوشتار رایج ریاضی، رشته رقم می تواند به هر طولی باشد و محل قرار دادن نقطه رادیکس(نقطه اعشاری) با قرار دادن یک "نقطه" (نقطه یا ویرگول) در آنجا نشان داده می شود. اگر نقطه ممیز مشخص نشده باشد، آن رشته به طور ضمنی یک عدد صحیح را نشان می دهد و نقطه اعشار مشحص نشده در انتهای سمت راست رشته و در کنار کم ارزش ترین رقم قرار دارد. در سیستم های ممیز ثابت، موقعیتی در رشته برای نقطه اعشار مشخص شده است. بنابراین یک طرح نقطه ثابت ممکن است استفاده از یک رشته 8 رقمی اعشار با نقطه اعشار در وسط باشد ، که به موجب آن "00012345" 0001.2345 را نشان می دهد.
در علامت گذاری علمی ، اعداد توان 10 مقیاس بندی می شوند ، تا در یک محدوده مشخص قرار بگیرند - به طور معمول بین 1 تا 10 ، با نقطه رادیکس بلافاصله بعد از رقم اول. سپس عامل مقیاس گذاری به عنوان توان ده ، به طور جداگانه در انتهای عدد نشان داده می شود. به عنوان مثال ، دوره مداری ماه مشتری Io 152،853.5047 ثانیه است ، مقداری که در علامت گذاری علمی با فرم استاندارد ۱٫۵۲۸۵۳۵۰۴۷×۱۰۵ ثانیه نشان داده می شود.
نمایش نقطه شناور از نظر مفهوم شبیه نشان گذاری علمی است. از نظر منطقی ، یک عدد ممیز شناور از موارد زیر تشکیل شده است:
یک رشته رقمی علامت دار (به معنای مثبت یا منفی) از یک طول معین در یک پایه داده شده (یا رادیکس). این رشته رقمی به عنوان نشانگر ، مانتیسا ، یا ضریب شناخته می شود. طول نشانگر دقت نمایش عدد را تعیین می کند. موقعیت نقطه رادیکس فرض می شود که همیشه در جایی از نشانگر باشد - اغلب دقیقاً بعد از یا دقیقاً قبل از با ارزش ترین رقم، یا در سمت راست راست ترین (کم ارزش ترین) رقم. این مقاله عموماً از روشی پیروی می کند که نقطه اعشار درست پس از باارزش ترین (چپ ترین) رقم تنظیم می شود.
یک عدد صحیح علامت دار (که به آن مشخصه یا مقیاس نیز گفته می شود) که مقدار عدد را اصلاح می کند.
برای استخراج مقدار عدد ممیز شناور، مانتیسا در پایه به توان مقیاس ضرب می شود، معادل انتقال نقطه اعشار از موقعیت ضمنی اش به تعدادی برابر با مقدار توان، در صورت مثبت بودن نما به راست و در صورت منفی بودن نما به سمت چپ.